# Pierre-Joseph Triest
 (novembre 2021).
Si vous disposez d'ouvrages ou d'articles de référence ou si vous connaissez des sites web de qualité traitant du thème abordé ici, merci de compléter l'article en donnant les références utiles à sa vérifiabilité et en les liant à la section « Notes et références ».
Pierre-Joseph Triest est un chanoine belge, du diocèse de Gand, né le 31 août 1760 à Bruxelles et mort le 24 juin 1836 à Gand. Il fonda pas moins de quatre congrégations religieuses différentes :
- les Sœurs de la charité de Jésus et de Marie, (1803) ;
- les Frères de la charité de Gand, (1807) ;
- les Frères de Saint Jean de Dieu (1825) ;
- les Sœurs de l'enfance de Jésus (1835).

## Biographie
Pierre-Joseph Triest naquit dans une famille bourgeoise de Bruxelles. Sa mère était issue des lignages et dès lors, il était Lignager lui-même.
Après sa formation à l’université de Louvain et au séminaire de Malines, il fut ordonné prêtre, le même jour que son frère Jean-Baptiste, par le cardinal de Franckenberg, le 10 juin 1786.
Il fut le dernier curé de la paroisse Saint-Pierre à Renaix de 1797 à 1803. En 1800, sous le régime napoléonien, il fonde déjà un atelier pour les orphelins à Renaix. Après le concordat, il fut desservant de la paroisse Saint-Martin de Renaix en 1802.
En 1803, comme curé à Lovendegem, il commence une nouvelle congrégation, avec un groupe de femmes, pour le soin des pauvres, des malades et l'éducation des enfants. Il a l'intention d'intégrer cette initiative locale avec les Filles de la charité de Saint Vincent de Paul, toutefois, ceci n’étant pas accepté, l'évêque, Mgr de Beaumont, décide de reconnaître cette congrégation sous le nom de Sœurs de la charité de Jésus et de Marie. Remarqué par son dévouement, il est appelé à Gand (département de l'Escaut) avec ses sœurs, pour prendre sur les soins des maladies incurables à l'ancienne abbaye Ter Haegen. Le 26 décembre 1806, il est officiellement désigné supérieur général des Sœurs, et le 14 janvier 1807, nommé chanoine honoraire de la cathédrale Saint-Bavon (Gand).
Le 11 juillet 1807, il est nommé responsable de l'Hôpital civil qu'est devenue la Biloque à Gand. Moins d'une semaine plus tard, il devient membre du « Comité d'ordre et d'économie », pour une meilleure gestion financière des diverses institutions charitables de la ville, et, le 17 octobre 1807, il devient membre de la Commission des Hospices civils de Gand et du Comité de bienfaisance et, enfin, le 12 décembre de la même année, il est nommé administrateur des Hospices pour enfants trouvés et abandonnés. Ainsi, le chanoine Triest joue un rôle central dans la structure de coordination et de gestion des services de charité de la ville de Gand. Il occupera une position de premier plan dans cette structure pendant environ trente ans.
La même année, le 28 décembre 1807, il commence une deuxième congrégation avec quelques jeunes hommes, à la Biloque, où les soins pour les pauvres vieillards étaient nettement insuffisants. Ceux qu’il nomma frères hospitaliers de Saint-Vincent, seront plus tard connus comme Frères de la charité, et reconnus officiellement par l’évêque le 26 novembre 1811. Avec eux, Triest reprendra les soins des malades mentaux au château Gérard-le-Diable à Gand en 1815, et, ce faisant, en collaboration avec le Docteur Joseph Guislain, il donnera le feu vert au développement des soins psychiatriques en Belgique.
L'éducation normale tout comme l’éducation spécialisée des sourds-muets et des personnes avec handicap mental sera progressivement pris en charge par le chanoine Triest et ses congrégations. En 1815, les Sœurs de la charité ouvrent leur première école à Zaffelare, et les Frères de la charité suivent leur exemple avec celle de la Biloque un an plus tard. C'est à partir de 1820 que fonctionnent des écoles pour filles sourdes et en 1825 pour les garçons sourds.
Pour les soins à domicile, le chanoine Triest doit fonder une troisième congrégation en 1825 : les Frères de Saint Jean de Dieu. En 1833, Bruxelles demande au chanoine de fonder un institut pour sourds et aveugles à Bruxelles, ce qui fut réalisé dans les années suivantes, tant pour les filles que pour les garçons. Une quatrième congrégation voit le jour en 1835, un an avant sa mort : les Sœurs de l'Enfance de Jésus pour le secours et le soin des orphelins et enfants abandonnés.
Le chanoine Triest meurt à Gand le 24 juin 1836 après avoir consacré toute sa vie, d'une manière infatigable, à venir en aide aux démunis, aux sans-abris et aux malades. Son corps est ramené à Bruxelles où, durant une cérémonie nationale d'hommage, il est enterré dix ans plus tard dans la cathédrale Saints-Michel-et-Gudule.

## Reconnaissance publique
- De son vivant, le chanoine Triest a reçu des mains royales diverses marques de reconnaissance, telles que la Médaille de l’Ordre du Lion néerlandais et la Croix de l’Ordre de Léopold. La Médaille d’or de la Société Montyon et Franklin de Paris réservée aux bienfaiteurs de l’humanité lui fut décernée en 1834.
- Au dixième anniversaire de sa mort en 1846, le gouvernement belge, en expression nationale de reconnaissance, fit exécuter un monument de marbre blanc qui fut érigé dans la collégiale Sainte-Gudule à Bruxelles. L'artiste en est le sculpteur Louis-Eugène Simonis.
- Une belle lithographie et une médaille frappée en 1836 ont transmis ses traits bienveillants jusqu'à nous.
- Le procès de béatification du Serviteur de Dieu Pierre-Joseph Triest a été ouvert le 26 août 2001 au diocèse de Gand. Le procès diocésain s'est achevé le 15 novembre 2015, et le dossier a ensuite été transmis à Rome, où il a été officiellement accepté le 18 novembre 2015.
- Le pape François a reconnu le 14 avril 2025 les vertus héroïques de Pierre-Joseph Triest par un décret officiellement promulgué par le Vatican[4]. Le chanoine porte désormais le titre de "vénérable".

## Une grande sensibilité pour les pauvres
Déjà dans sa jeunesse, Triest révèle une sensibilité spéciale envers les pauvres. Ses biographies mentionnent à quel point, comme étudiant à Geel, il utilise ses économies pour acheter des friandises pour les malades mentaux. Comme jeune prêtre, on le voit prendre soin des enfants des mères célibataires, et quand, en 1795, il y a une épidémie de fièvre typhoïde à Malines, il travaille jour et nuit pour soigner les malades jusqu'à ce qu'il tombe victime de cette maladie lui-même pendant quelques mois.
Sa période de clandestinité lorsqu’il est prêtre à Renaix lui permet d’approfondir sa vie spirituelle, et ce qui était en lui comme une attitude fondamentale devient maintenant un choix conscient: l'amour de Dieu le pousse à consacrer sa vie au service du prochain, spécialement les plus nécessiteux. Il fait preuve de courage lorsque, à Renaix, malgré le risque d'être arrêté et emprisonné, il se rend au chevet de l'épouse souffrante du brigadier Coton dans les casernes mêmes.
Les mots qu'il utilise dans son premier sermon public sont assez émouvants : « Mon troisième devoir, en plus de mon enseignement et de mon exemple, est mon service : je vous dois mes veilles, mes soins, mon travail, mon repos, pas seulement une fois mais toujours, de nuit comme de jour ». Il exprime ainsi sa mission : son enseignement, son exemple et son service, voilà le programme qui va façonner le reste de sa vie.
- Un homme avec une claire vision du soin des pauvres

La vision de Triest sur le soin des pauvres peut être décrit en quatre mots : l'amour en est la source, le service le chemin, des soins complets la méthode et la joie de la résurrection comme perspective.
- L'amour comme dynamisme

« Rien n'est plus fort que l'amour car il est la source de toutes choses. Je vous le dis : l'amour a un pouvoir spécial pour mouvoir une personne et conquérir son esprit, parce que son éloquence atteint le fond des cœurs ».
De par sa relation avec Dieu, Pierre-Joseph Triest comprend que, finalement, tout est question d'amour. Il va utiliser la force de l'amour de Dieu pour aider son prochain. Un amour enraciné dans l'amour divin : « Celui qui s'appuie sur son propre pouvoir se trompe. Pour aimer de toute notre âme, nous devons compter sur la grâce, en appeler sans cesse à Dieu miséricordieux. Faisons toujours nos œuvres de bienfaisance dans l'esprit de foi, notre esprit fixé sur Dieu. Donnons-nous, et quand nous sommes fatigués et vidés, allons vers le Seigneur, frappons à la porte de notre seul Maître. Car c'est seulement dans le Seigneur que se trouve le véritable salut ».
Dans le service, Triest cherche aussi à rencontrer Jésus lui-même dans les pauvres : l'amour du prochain devient une rencontre avec Dieu. « Nous allons soigner les malades avec humilité et respect, les voyant comme s’ils étaient le Christ souffrant lui-même. Si certaines maladies vous rebutent, alors vous devez compter sur votre foi solide. L'amour donne la force que la nature ne peut offrir ».
- Le service comme chemin

Dans son énoncé de mission de 1802, Triest parle déjà du service comme la continuation de son enseignement et de son exemple. Il dit à ses paroissiens : « Je vous dois mes veilles, mes soins, mes efforts, mon repos, non seulement à heures fixes, mais à chaque instant, même si la distance est longue et les chemins boueux. Appelez-moi quand vous voulez et ne me ménagez pas, n'ayez pas peur de me déranger. Je suis heureux quand, à l'imitation de Jésus-Christ, mon Maître, je peux sacrifier mon repos, ma santé et même ma vie ». Ces paroles vont constituer sa règle de vie.
Une histoire bien connue est celle où le chanoine Triest abandonne son propre lit au bénéfice d’une malade, et passe plusieurs nuits sur une chaise. Les soins des malades devraient également être effectués en esprit de service. « Afin d'observer fidèlement le serment de servir les malades, il ne suffit pas de vouloir servir certains et pas d'autres, de donner avec amour à quelques-uns tout ce dont ils ont besoin et de servir d’autres à moitié ou à contre-cœur. Vous devez octroyer à tous et à chacun le même amour et la même attention ». Et ce service sera dispensé avec la même sensibilité que nous trouvons chez Saint Vincent. « Traitez chacun avec douceur et gentillesse. Essayez de faire plaisir. Aidez les malades et les pauvres avec le plus grand soin et la plus grande attention possible. Compensez par votre douceur, vos paroles aimables et votre attention ce que vous ne pouvez faire pour ou donner ».
- Des soins complets, comme méthode

Triest prête attention à l'homme tout entier et à tous ses besoins. Cette prise en charge complète est très bien exprimée dans une lettre aux Sœurs de la charité, le 30 décembre 1828.
« En effet, vous imitez la Providence divine, car vous nourrissez les pauvres de Jésus-Christ, vous faites tomber la manne pour eux, vous étanchez leur soif. Vous connaissez la situation misérable des malheureux, pauvres et malades qui ne bénéficient jamais d’une agréable journée, pour qui le soleil ne brille jamais et la terre, produisant des fleurs uniquement pour les riches, ne leur réserve que des ronces et des chardons, ces malheureux qui, dépouillés de tout, ressemblent davantage à des cadavres qu’à des vivants. Leur donner des vêtements pour se couvrir, leur préparer des médicaments sinon pour guérir leurs maladies, du moins pour atténuer leurs souffrances, leur fournir un lit, pour reposer leur corps souffrant, soigner leurs plaies sales et malodorantes : n’est-ce ne pas créer un véritable soleil pour eux et leur procurer une nouvelle terre? N'est-ce pas leur donner une nouvelle vie et les tirer des griffes de la mort ? ».
Chaque acte de soin pour les pauvres doit se baser sur la connaissance de la personne et de sa situation misérable. Le traitement de la douleur physique ne suffit pas, il faut aussi considérer les besoins psychologiques et sociaux.
- La joie de la résurrection est la perspective

La perspective ultime, cependant, c'est la joie de la résurrection : tirer de la gueule de la mort, créer un rayon de soleil pour les malheureux. Pour Triest, les soins pour les pauvres ont pour objet la perspective de la résurrection car ils visent à donner de nouveaux espoirs. Il s’agit d’un donner un avant-goût car les œuvres concrètes de miséricorde constituent pour les malheureux une expérience concrète de la résurrection.

## Hommages
- Chanoine honoraire de Saint-Bavon en 1807, et chanoine titulaire de Saint-Bavon en 1830,
- Chevalier de l'ordre du Lion Belgique en 1818,
- Chevalier de l'ordre de Léopold en 1833.
- En tant que bienfaiteur de l'humanité, il reçoit la médaille de la Société philanthropique Montyon et Franklin, qui lui est remise solennellement à l'hôtel de ville de Gand en 1834.
- Un mausolée en son honneur été érigé dans la Cathédrale Saints-Michel-et-Gudule de Bruxelles en 1846.
- Une rue de Montréal a été dénommé en son honneur en 1952[5].
- Un monument à Gand, avec son portrait en médaillon dû au sculpteur Maurits Withouck, a été érigé à sa mémoire[6].